# Pseudocurimata boehlkei
Pseudocurimata boehlkei är en fiskart som beskrevs av Vari, 1989. Pseudocurimata boehlkei ingår i släktet Pseudocurimata och familjen Curimatidae. Inga underarter finns listade i Catalogue of Life.